# Baïonnette Type 30
La baïonnette Type 30 (三十年式銃剣, sanjūnen-shiki jūken) est une arme de l'armée impériale japonaise destinée à être utilisée sur le Fusil Arisaka Type 30 puis plus tard sur le Type 38 et le Type 99. Environ 8.4 millions d'unités sont produites et cette arme reste en usage sur la ligne de front de la guerre russo-japonaise de 1904-05 à la fin de la Seconde Guerre mondiale en 1945.

## Description

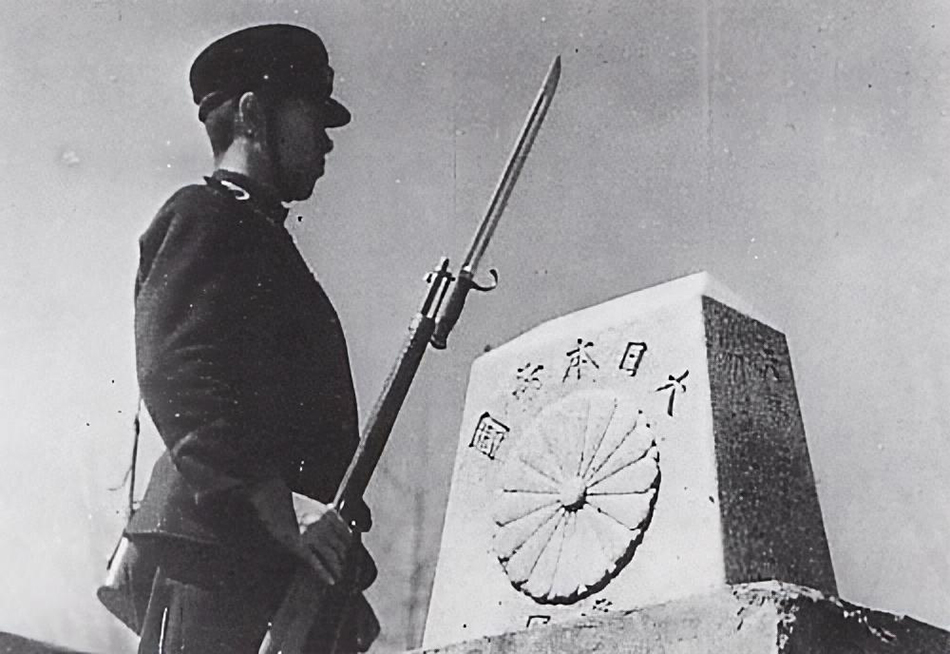
Soldat à la frontière de la préfecture de Karafuto (Sakhaline) avec une baïonnette Type 30 fixé à son fusil.

La baïonnette Type 30 est une baïonnette-épée (en) à un seul tranchant avec une lame de 40 cm et une longueur totale de 51,4 cm pour un poids d'environ 700 grammes. Elle est également appelée « baïonnette Pattern 1897 ». Les premières baïonnettes Type 30 ont généralement une garde arrondie qui lui donne un aspect particulier, mais les modèles suivants ont une garde droite.
L'arme est conçue pour donner au fantassin japonais moyen une portée suffisante pour percer l'abdomen d'un cavalier. Cependant, elle a un certain nombre d'inconvénients, par exemple avec la mauvaise qualité du métal forgé qui a tendance à rouiller rapidement, à ne pas conserver son tranchant, et à se briser lorsqu'il est plié.
L'arme est produite de 1897 à 1945 sur plusieurs sites, comme l'arsenal de Kokura, l'arsenal de Koishikawa (Tokyo) et l'arsenal de Nagoya (en), ainsi qu'en sous-traitance avec des fabricants privés comme Matsushita (actuel Panasonic), Toyota Industries et d'autres.